# 2007年北印度洋氣旋季
2007年北印度洋氣旋季泛指在2007年全年內的任何時間，於北印度洋水域所產生的熱帶氣旋。雖然有關方面並沒有設下本颱風季的指定期限，但大部份北印度洋的熱帶氣旋通常都會於四月至十二月期間形成。
本條目的範圍僅侷限於北印度洋水域。在北印度洋產生的氣旋風暴是由隶属于印度地球科学部的印度氣象局新德里颱風中心命名，而在該地區的熱帶低氣壓的編號都以 A/B 字母作結。
在香港天文台的天氣圖上也包括東北印度洋地區，若有熱帶氣旋形成，則採用世界氣象組織級別法，最高強度都稱之為「颱風」，所有風暴都是無命名的。
2007年是首个观测到多于一个达到萨菲尔-辛普森强度等级下的五级的热带气旋的北印度洋气旋季：本年度北印度洋有两个热带气旋达到了萨菲尔-辛普森飓风等级下的五级强度，分别是阿拉伯海的古努和孟加拉湾的锡德。这两个气旋也分别是两个洋区首个获得命名的五级热带气旋。
（以下各氣旋風暴資訊以氣旋風暴存在期間的最強形態為名稱。）

## 熱帶氣旋
自2007年北印度洋氣旋季開始以來，本氣旋季總共產生了以下熱帶氣旋。

### 強烈氣旋風暴阿卡什 (Akash)
在5月13日，一低氣壓於孟加拉灣形成。第二天，它增強為一氣旋風暴並被命名為Akash。同日它增強為一個強烈氣旋風暴。5月15日，它在孟加拉登陸並消散。

### 超級氣旋風暴古努 (Gonu)
在5月31日，一低氣壓在阿拉伯海形成。第二天，它增強為一氣旋風暴並被命名為Gonu。6月3日，它增強為一強烈氣旋風暴。同日較後時間，它增強為一非常強烈氣旋風暴。第二天，它增強為一超級氣旋風暴，成為阿拉伯海史上最強的風暴。六小時後，它減弱為一非常強烈氣旋風暴。6月5日，它在阿曼登陸。6月7日，它減弱為一強烈氣旋風暴，再在兩小時後減弱為一氣旋風暴。同日，它在伊朗登陸並消散。

### 氣旋風暴耶敏 (Yemyin)
在6月21日，一低氣壓在安得拉邦之東南形成。第二天，它在安得拉邦登陸。6月24日，它在內陸消散。第二天，它進入阿拉伯海，重新增強為一低氣壓。6月26日，它在俾路支省登陸並消散。
在事後報告中，印度氣象部將它升格至氣旋風暴，同時也將它增強為強烈氣旋風暴。而將它命名為Yemyin。

### 極強氣旋風暴錫德 (Sidr)
在11月11日，一低氣壓在布萊爾港之西南形成。第二天，它增強為一氣旋風暴並被命名為Sidr。同日，它增強為一極強氣旋風暴。同日，它增強為一特強氣旋風暴。11月15日，它在西孟加拉邦和奧里薩邦登陸，並減弱為一氣旋風暴。第二天，它減弱為一低氣壓，印度氣象部為它發出最後報告。

## 其他熱帶氣旋
除了被印度氣象部門命名的熱帶氣旋外，還有一些沒被命名的低氣壓和被聯合颱風警報中心認為是氣旋風暴的熱帶氣旋。以下列出那些熱帶氣旋的資料。

### 低氣壓BOB01
在5月3日，一低氣壓從西太平洋進入孟加拉灣。5月5日，它在緬甸登陸並消散。

### 強低氣壓BOB04
在6月28日，一低氣壓在奧里薩邦之東南形成。第二天，它在奧里薩邦登陸。它在6月30日消散。

### 強低氣壓BOB05
在7月4日，一低氣壓在孟加拉灣形成。同日，它在孟加拉登陸。它在7月8日消散。第二天，它重新增強為一低氣壓，不過9小時後又消散了。

### 強低氣壓 BOB 06
在8月5日，一低氣壓在布班內斯瓦爾之東南形成。第二天，它在奧里薩邦登陸。它在8月7日消散。

### 低氣壓BOB07
在9月21日，一低氣壓在奧里薩邦之東南形成。第二天，它在奧里薩邦登陸。它在9月24日消散。

### 低氣壓BOB08
在10月27日，一低氣壓在金奈之東南偏東形成。它在10月29日消散。

### 強低氣壓 ARB 02
在10月27日，一低氣壓在阿拉伯海形成。它在11月2日消散。

## 2007年風暴名單
北印度洋的熱帶氣旋自2004年起採用命名系統，命名工作由印度氣象局負責，名字是根據以下名單而定，不按年度劃分。風暴名字是由8個國家各自提交8個名稱，並以該國英文名稱按字母順序排列。之前使用過的與本年未用名稱以灰色表示，黑體字表示該年已經使用過。Akash是2007年首個北印度洋熱帶氣旋。
| 提供國家 | 名稱    | 名稱     | 名稱    | 名稱    |
| 提供國家 | 第1組   | 第2組    | 第3組   | 第4組   |
| -------- | ------- | -------- | ------- | ------- |
| 孟加拉國 | Onil    | Ogni     | Nisha   | Giri    |
| 印度     | Agni    | Akash    | Bijli   | Jal     |
| 馬爾代夫 | Hibaru  | Gonu     | Aila    | Keila   |
| 緬甸     | Pyarr   | Yemyin   | Phyan   | Thane   |
| 阿曼     | Baaz    | Sidr     | Ward    | Murjan  |
| 巴基斯坦 | Fanoos  | Nargis   | Laila   | Nilam   |
| 斯里蘭卡 | Mala    | Rashmi   | Bandu   | Mahasen |
| 泰國     | Mukda   | Khai Muk | Phet    | Phailin |
| 提供國家 | 名稱    | 名稱     | 名稱    | 名稱    |
| 提供國家 | 第5組   | 第6組    | 第7組   | 第8組   |
| 孟加拉國 | Helen   | Chapala  | Ockhi   | Fani    |
| 印度     | Lehar   | Megh     | Sagar   | Vayu    |
| 馬爾代夫 | Madi    | Roanu    | Mekunu  | Hikaa   |
| 緬甸     | Nanauk  | Kyant    | Daye    | Kyarr   |
| 阿曼     | Hudhud  | Nada     | Luban   | Maha    |
| 巴基斯坦 | Nilofar | Vardah   | Titli   | Bulbul  |
| 斯里蘭卡 | Priya   | Asiri    | Gigum   | Soba    |
| 泰國     | Komen   | Mora     | Phethai | Amphan  |

## 內部連結
- 2007年太平洋颱風季
- 2007年太平洋颶風季
- 2007年大西洋颶風季
- 2006－2007年南半球熱帶氣旋季
- 2007－2008年西南印度洋熱帶氣旋季
- 2007－2008年澳洲地區熱帶氣旋季
- 2007－2008年南太平洋熱帶氣旋季

## 外部連結
- 印度氣象局
- 聯合颱風警報中心（页面存档备份，存于）